# Šot (film)
Šot (z anglického shot) je obrazová zpráva a časově nejkratší a základní žánr audiovizuálního žurnalistického nebo propagačního projevu. Je to nejmenší formálně uzavřené dokumentární televizní nebo filmové dílo patřící ke zpravodajským žánrům.